# Toru Sano
Toru Sano (佐野 達, Sano Toru) est un footballeur japonais né le 15 novembre 1963 à Shizuoka dans la préfecture de Shizuoka au Japon.